# ヨレス・オコレ
テチ・ヨレス・シャルルマーニュ・ユルリク・オコレ（Tetchi Jores Charlemagne Ulrich Okore, 1992年8月11日 - ）は、コートジボワール・アビジャン出身のデンマーク人サッカー選手。ポジションはディフェンダー。長春亜泰足球倶楽部所属。

## 来歴

### クラブ
コートジボワールのアビジャンで生まれ、3歳のときにデンマークのコペンハーゲンに引っ越しB.93にてキャリアをスタートさせた。2007年からFCノアシェランのユースチームに所属し、2011年にトップチーム昇格した。
2013年6月13日、アストン・ヴィラFCへの移籍が発表された。

### 代表
デンマーク代表として2011年11月11日、親善試合のスウェーデン代表でA代表デビューを果たした。UEFA EURO 2012にも出場した。

## タイトル

### クラブ
FCノアシェラン
- デンマーク・スーペルリーガ：1回 (2011-12)
- デンマーク・カップ：1回 (2010-11)